# 茂木美実
茂木 美実（もぎ よしみ）は、日本のアニメーション色彩設計。東京都文京区出身。

## 概要
代々木アニメーション学院東京校仕上げアート科卒業後、1992年4月に日本アニメーション (アニメ制作会社)入社。その後フリーランスとしてサテライト、グループタック、ジェー・シー・スタッフ、マッドボックス(MADBOX)などに入って作業を行っていた。現在は在宅ワーク中心とし、依頼内容によってはスタジオに入ることもある。

代表制作作品は『エリア88』、『グレネーダー 〜ほほえみの閃士（せんし）〜』、『シナモン the movie』、『iichiko story ep.3『3つの音の形と行方』』など。

## 人物
色彩の技術向上にかけてはかなり意識は高く、当時「もののけ姫」が公開中で次作品準備を行っていたスタジオジブリの色彩設計の保田道代氏まで訪ねてデジタル色彩のノウハウを学んでくるくらい行動力がある。
そして日本アニメーションに所属していた時に日本アニメーション初デジタル作品での色彩設計及び出向先のスタッフにアニメ工程指導を行った実績を持つ。

日本アニメーションを退社後は色彩設計の中山久美子氏（代表作・マクロスフロンティア）に師事（弟子入り）し、色彩設計として新たなるジャンルに挑戦すべく再修行をみずから行った。
基本仕上げの作業工程ならすべて出来るが、得意分野は「作画崩れの成形」で作画の方ほどではないが、ちょとしたものならRが出ないようなくらいに修正してる。
『セル検査レベル高い』と各社から評価されている。
色彩設計は基本ジャンル問わず出来るが、一番得意なのは「リアル系」「ジブリ系」「子供向け」の作品などである。
CRの色彩設計では（求められる色彩がアニメと違う。納品形態が違う場合もある。）納品形態によりが形態を合わせることが可能である。
萌え系作品の依頼も増えてきている。
「iichiko story ep.2、ep.3」では制作委託としてチップチューンと共に請負い、仕上げ出身では珍しくアニメーションプロデューサーとして制作業務全般を管理する能力、実績もある。

## TVシリーズ

### ペイント
- ブッシュベイビー
- 若草物語 ナンとジョー先生
- 南国少年パプワくん
- 七つの海のティコ
- とんでぶーりん
- ロミオの青い空
- 魔法陣グルグル
- ママはぽよぽよザウルスがお好き
- グランダー武蔵

### セル検査・ペイント
- 名犬ラッシー

（監督・片渕須直/キャラデ・森川聡子）
- 家なき子レミ
- 中華一番!

### 色指定・セル検査・ペイント
- 花さか天使テンテンくん
- ぽぽたん
- X (漫画) X（エックス）
- ガラスの艦隊
- 獣装機攻ダンクーガノヴァ
- デビルメイクライ
- スーパーナチュラル
- バクマン。
- バクマン。2
- バクマン。3
- 灼眼のシャナIII-FINAL-
- ダンボール戦機W
- ダンボール戦機WARS
- リトルバスターズ!
- カンピオーネ!
- オレカバトル
- この世の果てで恋を唄う少女YU-NO
- 異世界食堂
- プリンセス・プリンシパル
- 閃乱カグラ
- ナード
- Z/X Code reunion
- 咲-Saki- 阿知賀編 episode of side-A
- フォトカノ
- ハンター×ハンター
- LINE TOWN
- ダイヤのA
- ノブナガ・ザ・フール
- Classroom☆Crisis
- ブレイドアンドソウル
- 白銀の意思 アルジェヴォルン
- シスタークエスト
- それが声優！
- デス・パレード
- 怪盗ジョーカー
- 8月のシンデレラナイン
- ドラゴンボール超
- サークレット・プリンセス
- 重神機パンドーラ
- Bloodivores
- BEM
- ビーとパピーキャット
- ARP Backstage Pass
- 五等分の花嫁∬
- 進撃の巨人 The Final Season
- ベイブレードバースト ダイナマイトバトル
- 魔法科高校の優等生
- 天才王子の赤字国家再生術
- takt op.Destiny
- 英雄教室
- ベイブレードバースト クアッドストライク
- 最強タンクの迷宮攻略
- バットマン:アンダー・ザ・レッドフード （合作） / パート担当
- バーテンダー 神のグラス
- Unnamed Memory
- 嘆きの亡霊は引退したい

### 色彩設計補佐・色指定・セル検査・ペイント
- ヒートガイJ  監督/赤根和樹・キャラデ・総作監/結城信輝

（色指定は26話中・13話分）
- ハロー!!きんいろモザイク  監督/天衝・キャラデ・総作監/植田和幸

（EDは色彩設計・指定検査）

### 仕上げ検査協力
- アサティール2 未来の昔ばなし

### 色彩設計・色指定・セル検査
- エリア88 監督・今掛勇/キャラデ・神志那弘志
- グレネーダー 〜ほほえみの閃士（せんし）〜 監督・神志那弘志/監督補佐・西村聡/キャラデ・井上英紀

## OVA

### 色彩設計・色指定・セル検査
- KIDNAP! / 監督・演出/黒川文男・キャラデ/森川聡子・総作監/佐藤好春
- イメル / 監督・演出/馬群美保子・キャラデ/前田実
- やなせたかしメルヘン劇場 ルルン・ナンダーの星  監督・演出/ 川又浩
- やなせたかしメルヘン劇場 でかたん みみたん ぽんたん  監督・演出/ 川又浩

## ゲーム

### 色彩設計・色指定・セル検査
- ストリートファイター オンライン マウスジェネレーション キャラデ/丸藤広貴
- ペルソナ4 ザ・ゴールデン　OP　ムービー / 監督・演出/いしづかあつこ・キャラデ/吉松孝博
- atled - アトレッド -　OP　ムービー / 監督・演出/ウシロシンジ

## 劇場作品

### セル検査・ペイント
- 機関車先生
- The dog of Flanders（劇場版フランダースの犬）
- 邦ちゃんの一家ランラン
- MARCO 母をたずねて三千里

### 色彩設計・色指定・セル検査
- 永遠の法  監督・今掛勇/キャラデ・須田正己・佐藤陵
- シナモン the movie  総監督・杉井ギザブロー

## 教材アニメ

### 色彩設計・色指定・セル検査
- ベネッセ/新小学3年生販促
- ベネッセ/新小学5年生販促
- ベネッセ/新小学5年生（女子版）販促
- ベネッセ/新中学3年生販促
- ベネッセ すてっぷ/しまじろう・むしのなきごえ販促
- ベネッセ すてっぷ/なぞりんばなし販促

## プロモーションビデオ（PV)

### 色彩設計・色指定・セル検査
- インディゴ（合作）
- 初音ミク 愛されなくても君がいる  監督・演出/田仲マイケル
- 白薔薇のフランケンシュタイン  監督／絵コンテ／演出　斎藤 久

### アニメーションプロデューサー・色指定・セル検査・設定制作・制作進行
- iichiko story ep.2『野の花は海に咲く』  監督/菅原優太・作画/スタジオ・ライブ

### アニメーションプロデューサー・色彩設計・色指定・セル検査・設定制作・制作進行
- iichiko story ep.3『3つの音の形と行方』  監督/菅原優太・作画/スタジオ・ライブ

## 合作/その他

### 色彩設計基盤
- Q-POT  韓国

### 動仕会社のセル検査検証
- 各作品の上がってきた動画・仕上げのあがりを検査して、レベルを検証して書類化する作成

## 特殊機密保持契約によりタイトル非公開

### 色彩設計・色指定・セル検査
- CR / 6タイトル